# Europeiska unionens socialpolitik
Europeiska unionens socialpolitik syftar till att främja sysselsättningen och att förbättra levnads- och arbetsvillkoren inom Europeiska unionen. Unionen har befogenhet att bland annat vidta åtgärder för förbättringar för skydd av arbetstagares hälsa och säkerhet, arbetsvillkor, social trygghet och socialt skydd för arbetstagarna, jämställdhet och bekämpning av social utslagning.

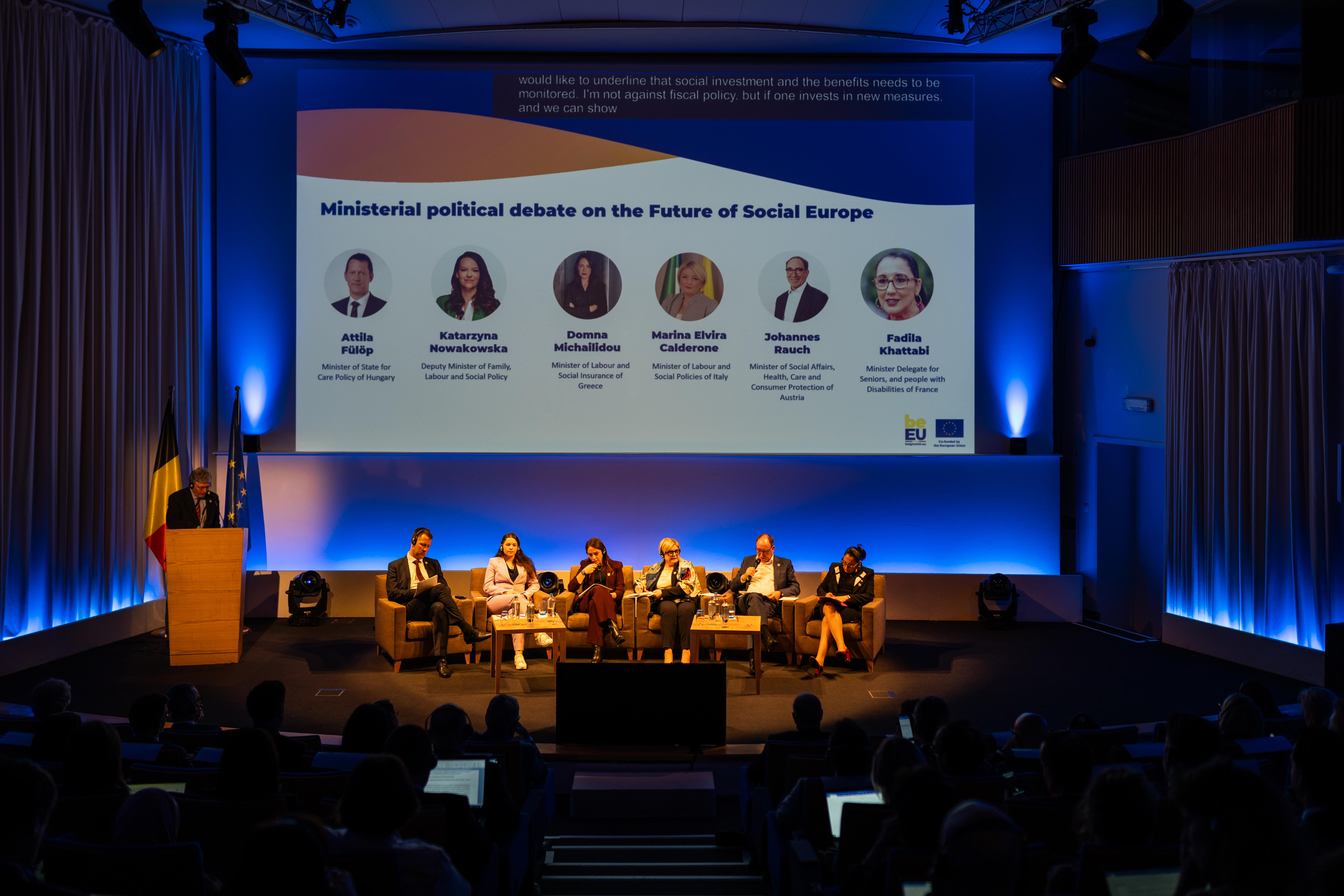
Konferens i La Hulpe, Belgien, i april 2024 om den europeiska pelaren för sociala rättigheter och utvecklingen av socialpolitik inom EU

Genom stadgan om de grundläggande rättigheterna är unionen bunden att upprätthålla vissa sociala rättigheter som omnämns i stadgan. Även medlemsstaterna är bundna att upprätthålla dessa rättigheter när de genomför unionens politik. Enligt artikel 9 i fördraget om Europeiska unionens funktionssätt ska unionen ta hänsyn till vissa sociala krav när lagstiftning tas fram och genomförs. De krav som gäller är: främjandet av en hög sysselsättningsgrad, garantin för ett fullgott socialt skydd, kampen mot socialt utanförskap och en hög nivå av utbildning och skydd av människors hälsa.
EU har delade befogenheter med sina medlemsstater vad gäller den socialpolitik som omfattas av EU-fördragen. Övrig socialpolitik är en nationell befogenhet.

## Historia
Den gemensamma socialpolitiken inleddes genom Romfördraget, som trädde i kraft den 1 januari 1958. Anledningen till att socialpolitik inkluderades som ett område var för att möjliggöra för arbetare och deras familjer att i full utsträckning använda den fria rörligheten inom den gemensamma marknaden och kunna söka arbete var man vill. I Romfördraget slogs även principen om lika lön för lika arbete för män och kvinnor fast, något som ansågs ha direkt effekt enligt EU-domstolen. I samma fördrag etablerades också Europeiska socialfonden.
Vid ett toppmöte i Paris 1972 bekräftade deltagarna att de sociala ändamålen i dåvarande EEG var lika viktiga som de ekonomiska syftena med gemenskapen. Efter toppmötet ökade EEG:s arbete i sociala frågor, men hindrades fortsatt av att lagstiftning i sociala frågor krävde enhällighet i ministerrådet enligt dåvarande fördrag. Från 1986 och framåt har reglerna om enhällighetsröstning på en rad områden omvandlats till kvalificerad majoritetsröstning. Efter fördragsändringarna 1992 öppnades möjligheten för fackföreningar och arbetsgivare att komma överens i sociala frågor och att sådana överenskommelser skulle få ett skydd som liknande övrig EU-lagstiftning. Några år senare, 1997, uppdaterades fördragen med uttryckliga referenser till grundläggande rättigheter, med syfte att stärka möjligheten till lagstiftning och rättspraxis inom det socialpolitiska området.
I november 2017 hölls ett "socialt toppmöte för rättvisa jobb och tillväxt" i Göteborg, på initiativ av dåvarande ordförande för Europeiska kommissionen, Jean-Claude Juncker, och statsminister Stefan Löfven. Vid mötet undertecknades Europeiska pelaren för sociala rättigheter som var en deklaration innehållande 20 principer, som enligt deltagarna skulle garantera ett socialt hållbart Europa.

## Omfattning
Europeiska unionens socialpolitiska mål specificeras i artikel 151 i fördraget om Europeiska unionens funktionssätt (EUF-fördraget) och anges där vara följande: främjande av sysselsättning, förbättring av arbets- och levnadsvillkoren, likabehandling av arbetstagare, fullgott socialt skydd efter behov, social dialog, utveckling av mänskliga resurser med syfte att uppnå en hög och hållbar sysselsättningsnivå samt bekämpande av utanförskap.
I genomförandet av målen kan unionen stödja och komplettera medlemsländernas åtgärder inom vissa områden, exempelvis socialt utanförskap. Unionen har även befogenhet att anta direktiv på det sociala området som kan ställa minimikrav för socialt skydd. Direktiven får enbart antas inom områdena: 
- Arbetstagares hälsa och säkerhet

- Arbetsvillkor
- Arbetstagares sociala trygghet och sociala skydd (EU-länder förblir ansvariga för utformningen av de grundläggande principerna i sina socialförsäkringssystem)

- Skydd av arbetstagare om deras anställningskontrakt avslutas
- Information till och skydd av arbetstagare
- Kollektiv representation av och försvar för arbetstagares och arbetsgivares intressen
- Arbetsvillkor för medborgare i länder utanför EU som är lagenligt bosatta inom EU:s territorium
- Integrering av personer som är exkluderade från arbetsmarknaden
- Jämställdhet mellan kvinnor och män när det gäller behandling i relation till anställning

### Social dialog
Ett av målen för EU:s socialpolitik är den sociala dialogen. Med det menas en särskild typ av samrådsförfarande som förs mellan arbetsmarknadens parter på europeisk nivå. Den sociala dialogen kan vara en tvåpartsdialog som enbart förs mellan en fackförening och arbetsgivarorganisation, eller en trepartsdialog som förs mellan fackförening, arbetsgivarorganisation och EU-institutionerna tillsammans. Som en del av den sociala dialogen bjuds arbetsmarknadens parter bjuds i olika sammanhang in till förhandlingar, diskussioner, samråd och gemensamma åtgärder med EU.
Europeiska kommissionen är skyldig enligt Artikel 154 i EUF-fördraget att samråda med arbetsmarknadens parter innan kommissionen presenterar ett förslag på åtgärd inom det sociala området. Därefter har parterna nio månader på sig att själv förhandla och välja att sluta ett avtal och efterfråga ett införandebeslut från rådet, att införa avtalet själva - så kallat "autonomt avtal" -, eller besluta om att ett avtal inte är möjligt att nå, varefter kommissionen fortsätter att arbeta fram ett förslag i frågan.
Det första autonoma avtalet som genomfördes var ett avtal som slöts 2002 inom distansarbete. Därefter har arbetsmarknadens parter bland annat kommit överens om avtal gällande arbetsrelaterad stress, trakasserier och våld i arbetet, inkluderande arbetsmarknader, aktivt åldrande, en strategi för generationsöverskridande arbete och ett avtal gällande digitalisering.